# Mnich (gromada w powiecie cieszyńskim)
Mnich – dawna gromada, czyli najmniejsza jednostka podziału terytorialnego Polskiej Rzeczypospolitej Ludowej w latach 1954–1972.
Gromady, z gromadzkimi radami narodowymi (GRN) jako organami władzy najniższego stopnia na wsi, funkcjonowały od reformy reorganizującej administrację wiejską przeprowadzonej jesienią 1954 do momentu ich zniesienia z dniem 1 stycznia 1973, tym samym wypierając organizację gminną w latach 1954–1972.
Gromadę Mnich z siedzibą GRN w Mnichu utworzono – jako jedną z 8759 gromad na obszarze Polski – w powiecie cieszyńskim w woj. stalinogrodzkim, na mocy uchwały nr 16/54 WRN w Stalinogrodzie z dnia 5 października 1954. W skład jednostki weszły obszary dotychczasowych gromad Mnich i Zaborze ze zniesionej gminy Chybie w tymże powiecie. Dla gromady ustalono 23 członków gromadzkiej rady narodowej.
20 grudnia 1956 województwo stalinogrodzkie przemianowano (z powrotem) na katowickie.
Gromada przetrwała do końca 1972 roku, czyli do kolejnej reformy gminnej.